# Missionsberg (Landschaftsschutzgebiet)
Das Gebiet Missionsberg ist ein mit Verordnung vom 25. September 1940 ausgewiesenes Landschaftsschutzgebiet (LSG-Nummer 4.37.018) im Gebiet der baden-württembergischen Stadt Mengen im Landkreis Sigmaringen in Deutschland.

## Lage
Das rund 40 Hektar große Schutzgebiet Missionsberg liegt südlich der Stadtmitte Mengens auf einer Höhe von bis zu 605,5 m ü. NN.

## Zusammenhängende Schutzgebiete
Das Schutzgebiet Missionsberg ist Teil des Naturparks Obere Donau.